# Claude Janiak
Claude Janiak, né le 30 octobre 1948 à Bâle (originaire du même lieu et de Binningen, double national suisso-polonais), est un avocat et homme politique suisse, membre du parti socialiste. Il est député du canton de Bâle-Campagne au Conseil national de 1999 à 2007 puis au Conseil des États de 2007 à 2019.

## Biographie
Originaire de Bâle et Binningen , il naît à Bâle d'une mère née suissesse et d'un père polonais arrivé pendant la Seconde Guerre mondiale. Il est donc citoyen polonais, puisque sa mère a perdu sa nationalité suisse en raison de son mariage avec un citoyen étranger, et acquiert la nationalité suisse en 1956, tout en restant polonais,.
Après une maturité obtenue à l’Humanistischen Gymnasium de Bâle, Janiak étudie le droit à l'Université de Bâle dont il sort titulaire d'un master en 1971. En 1975, il obtient un doctorat de l'Université de Londres puis devient avocat en 1978.
Sur le plan politique, il est élu au conseil communal de Binningen de juillet 1988 à juin 1995, à l'exécutif de la commune de Bubendorf de janvier 1976 à décembre 1979, au parlement du canton de Bâle-Campagne de février 1981 à juin 1987, puis de février 1994 à octobre 1999, où il préside le groupe PS entre 1995 et 1997 ; il préside en outre cette institution pendant l'année 1998-1999. Il assure par ailleurs la vice-présidence (avril 1982 à avril 1989) puis la présidence (avril 1989 à avril 1995) du Parti socialiste de Bâle-Campagne.
Au niveau fédéral, il est élu au Conseil national en 1999 et réélu en 2003, puis élu en tant que représentant du canton de Bâle-Campagne au Conseil des États en 2007, 2011 et 2015. Il préside le Conseil national pendant l'année 2005-2006.
Claude Janiak vit en partenariat enregistré dans la localité de Binningen.
Le 2 avril 2019, il annonce qu'il ne se représentera pas aux élections fédérales et qu'il met un terme à sa carrière politique.